# Brixia Tour 2004
De Brixia Tour 2004 werd gehouden van 23 tot en met 25 juli in Italië. Het was de vierde editie van deze meerdaagse wielerkoers in en rondom de stad Brescia.

## Etappe-overzicht
| etappe | datum   | start              | finish             | afstand  | winnaar             | klassementsleider |
| ------ | ------- | ------------------ | ------------------ | -------- | ------------------- | ----------------- |
| 1e     | 23 juli | San Vigilio        | Toscolano-Maderno  | 159 km   | Igor Astarloa       | Igor Astarloa     |
| 2e (A) | 24 juli | Darfo Boario Terme | Pisogne            | 83,3 km  | Julio Alberto Pérez | Danilo Di Luca    |
| 2e (B) | 24 juli | Pisogne            | Darfo Boario Terme | 82,7 km  | Joeri Metloesjenko  | Danilo Di Luca    |
| 3e     | 25 juli | Buffalora          | Manerbio           | 192,5 km | Enrico Degano       | Danilo Di Luca    |

## Etappe-uitslagen

### 1e etappe
| San Vigilio – Toscolano-Maderno (159 km) |                      |                |          |
| Plaats                                   | Naam                 | Ploeg          | Tijd     |
| Winnaar                                  | Igor Astarloa        | Lampre         | 3h54'11" |
| 2                                        | Massimiliano Gentili | Domina Vacanze | z.t.     |
| 3                                        | Massimo Iannetti     | Domina Vacanze | z.t.     |

| Algemeen klassement |                      |                |          |
| Plaats              | Naam                 | Ploeg          | Tijd     |
| Blauwe trui         | Igor Astarloa        | Lampre         | 3h54'11" |
| 2                   | Massimiliano Gentili | Domina Vacanze | z.t.     |
| 3                   | Massimo Iannetti     | Domina Vacanze | z.t.     |

### 2e etappe deel A
| Darfo Boario Terme – Pisogne (83.3 km) |                      |                           |          |
| Plaats                                 | Naam                 | Ploeg                     | Tijd     |
| Winnaar                                | Julio Alberto Pérez  | Ceramiche Panaria-Margres | 2h05'05" |
| 2                                      | Danilo Di Luca       | Saeco                     | z.t.     |
| 3                                      | Francesco Casagrande | Vini Caldirola-Nobili R.  | +00' 17" |

| Algemeen klassement |                      |                           |          |
| Plaats              | Naam                 | Ploeg                     | Tijd     |
| Blauwe trui         | Danilo Di Luca       | Saeco                     | 5h59'19" |
| 2                   | Paolo Tiralongo      | Ceramiche Panaria-Margres | +00' 17" |
| 3                   | Massimiliano Gentili | Domina Vacanze            | +00' 51" |

### 2e etappe deel B
| Pisogne – Darfo Boario Terme (82.7 km) |                    |                         |          |
| Plaats                                 | Naam               | Ploeg                   | Tijd     |
| Winnaar                                | Joeri Metloesjenko | Landbouwkrediet-Colnago | 1h53'03" |
| 2                                      | Mirco Lorenzetto   | De Nardi-Pasta M.       | z.t.     |
| 3                                      | Igor Astarloa      | Lampre                  | z.t.     |

| Algemeen klassement |                      |                           |          |
| Plaats              | Naam                 | Ploeg                     | Tijd     |
| Blauwe trui         | Danilo Di Luca       | Saeco                     | 7h52'22" |
| 2                   | Paolo Tiralongo      | Ceramiche Panaria-Margres | +00' 17" |
| 3                   | Massimiliano Gentili | Domina Vacanze            | +00' 48" |

### 3e etappe
| Buffalora – Manerbio (192.5 km) |                 |                 |          |
| Plaats                          | Naam            | Ploeg           | Tijd     |
| Winnaar                         | Enrico Degano   | Team Barloworld | 4h16'11" |
| 2                               | Ruggero Marzoli | Acqua & Sapone  | z.t.     |
| 3                               | Giosuè Bonomi   | Saeco           | z.t.     |

| Algemeen klassement |                      |                      |           |
| Plaats              | Naam                 | Ploeg                | Tijd      |
| Blauwe trui         | Danilo Di Luca       | Saeco                | 12h08'33" |
| 2                   | Paolo Tiralongo      | Ceramiche Panaria-M. | +00' 17"  |
| 3                   | Massimiliano Gentili | Domina Vacanze       | +00' 48"  |

## Eindklassementen

### Algemeen klassement
| rang | renner               | land    | tijd        |
| ---- | -------------------- | ------- | ----------- |
| 1    | Danilo Di Luca       | Italië  | 12h 08' 33" |
| 2    | Paolo Tiralongo      | Italië  | + 0' 17"    |
| 3    | Massimiliano Gentili | Italië  | + 0' 48"    |
| 4    | Raffaele Illiano     | Italië  | + 0' 51"    |
| 5    | Przemysław Niemiec   | Polen   | + 0' 51"    |
| 6    | Julio Alberto Pérez  | Mexico  | + 1' 05"    |
| 7    | Aleksandr Kolobnev   | Rusland | + 1' 12"    |
| 8    | Michele Gobbi        | Italië  | + 1' 31"    |
| 9    | Igor Astarloa        | Spanje  | + 2' 08"    |
| 10   | Massimo Iannetti     | Italië  | + 2' 08"    |

2001 · 2002 · 2003 · 2004 · 2005 · 2006 · 2007 · 2008 · 2009 · 2010 · 2011